# Stefanie Benke

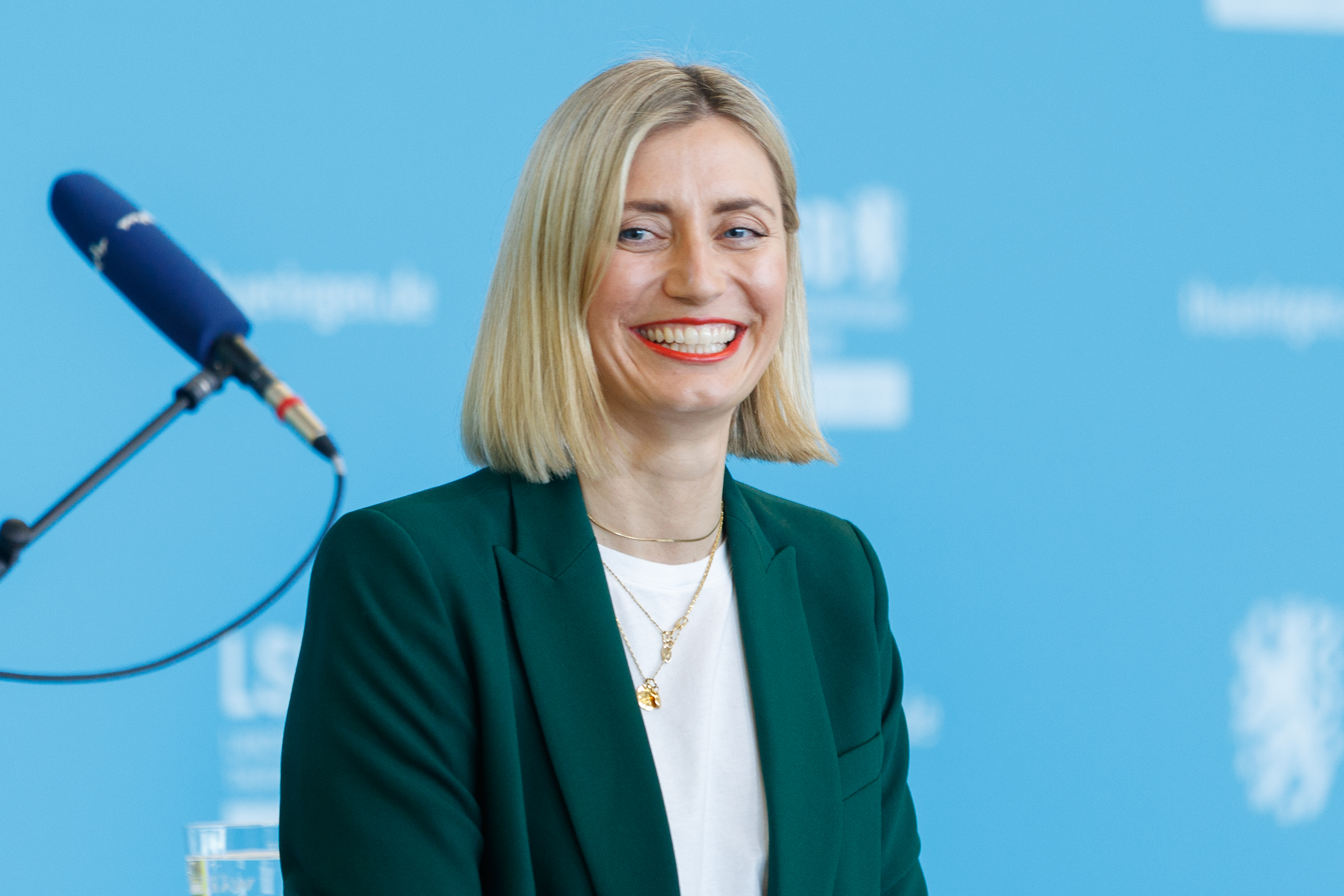
Stefanie Benke (2022)

Stefanie Benke (* 5. Februar 1990) ist eine deutsche Journalistin und Sportmoderatorin.

## Leben
Benke wuchs in Erfurt auf. Sie studierte Medien- und Kommunikationswissenschaft in Wien und Erfurt, 2014 schloss sie das Studium mit dem Master in Erfurt ab. Bereits während ihres Studiums arbeitete sie für das Zweite Deutsche Fernsehen und RTL. 2016 absolvierte sie den Kompaktkurs Fernsehen an der Katholischen Journalistenschule ifp in München. Seit 2016 arbeitet Benke für den Mitteldeutschen Rundfunk in Erfurt und ist dort als Redakteurin für das MDR Thüringen Journal tätig, dessen Sportblock sie seit August 2017 auch moderiert. 2021 war sie als Moderatorin des MDR bei der LOTTO Thüringen Ladies Tour im Einsatz.